# Chronologie de l'anarchisme

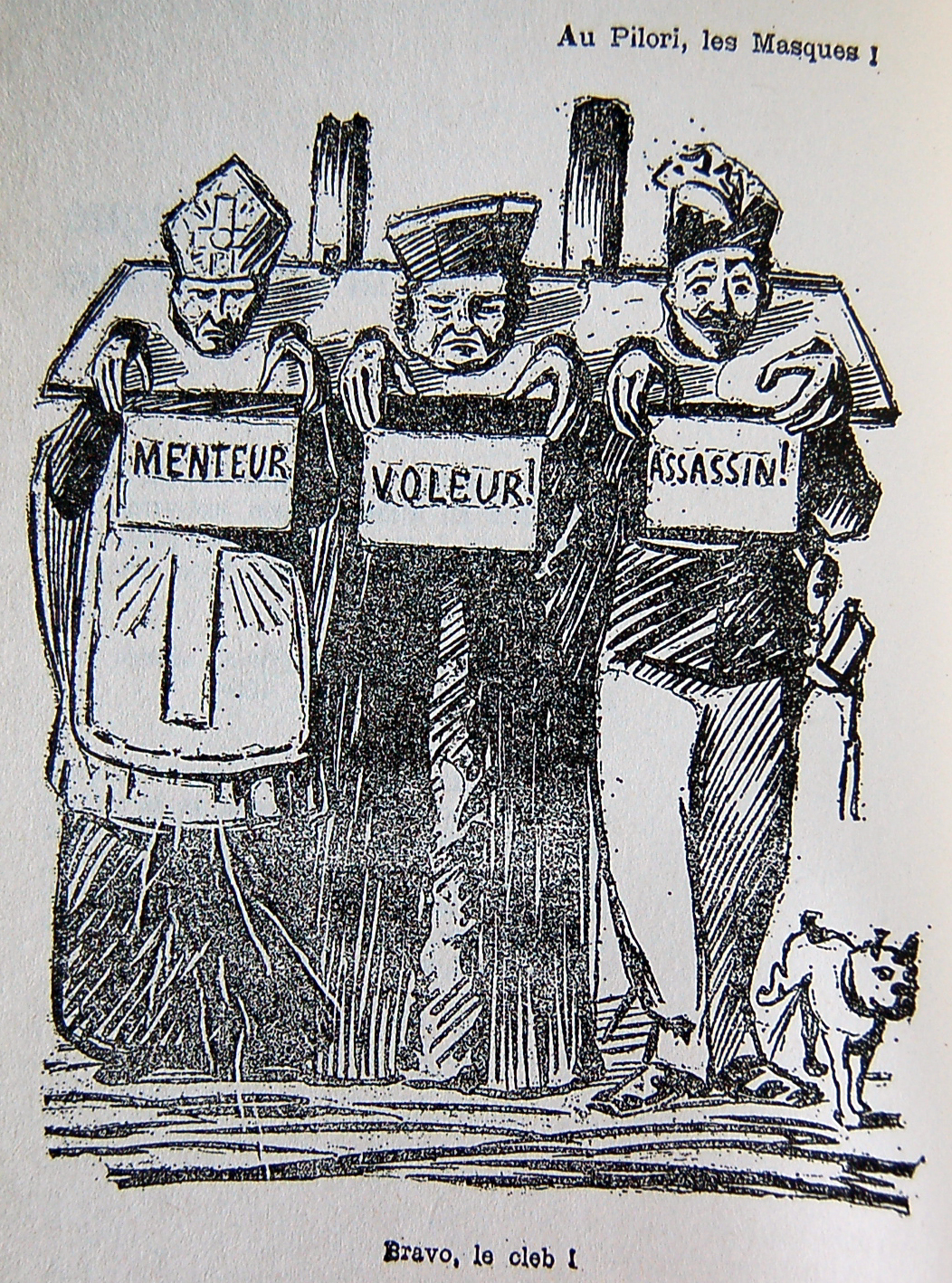
« Au Pilori, les Masques ! », illustration parue dans Le Père peinard (1898).

Cette chronologie de l'anarchisme se fonde sur les évènements ayant marqué ou influencé le développement de l'anarchisme[réf. nécessaire] en tant que courant de philosophie politique. Elle comprend les dates de naissance et de décès des principaux théoriciens de l'anarchisme ainsi que les dates de publication des livres et de titres de presse importants pour la genèse des différents courants de l'anarchisme. Les dates de création des organisations anarchistes, des différents congrès et des principaux évènements historiques liés à l'anarchisme y sont également incluses. 

## XIVesiècle
- Apparition en français du terme « anarchie » avec la traduction des œuvres d'Aristote par Nicole Oresme (1320-1382) : « Anarchie est quant l'on franschit aucuns serfs et met en grans offices. »

## XVIesiècle
- 1534 :   Parution du livre Gargantua de François Rabelais.
- 1576 :   Parution du livre Discours de la servitude volontaire d'Étienne de La Boétie.

## XVIIesiècle
- 1649 :   Parution du livre The New Law of Righteousness de Gerrard Winstanley.
- 1651 :   Parution du livre The Little Horn's Doom and Downfall and A New and More Exact Map of the New Jerusalem's Glory de Mary Cary Rande.
- 1652 :   Parution du livre The Law of Freedom de Gerrard Winstanley.
- 1694 :   Entrée du terme « anarchie » dans le Dictionnaire de l'Académie française : « Estat déréglé, sans chef et sans aucune forme de gouvernement. La démocratie pure dégénère facilement en Anarchie. »
- 1695 :   Parution du livre Proposals for Raising a College of Industry of All Useful Trades and Husbandry de John Bellers (en).

## XVIIIesiècle
- 1724 :   Parution du livre A General History of the Pyrates de Daniel Defoe.
- 1751 :   Denis Diderot complète la définition de l'Académie française en la précisant : « C'est un désordre dans un État, qui consiste en ce que personne n'y a assez d'autorité pour commander et faire respecter les lois et que par conséquent le peuple se conduit comme il veut, sans subordination et sans police. Ce mot est composé de a privatif et de arche, Commandement. On peut affirmer que tout gouvernement en général tend au despotisme ou à l'anarchie. »
- 1755 :   Parution du livre Discours sur l'origine et les fondements de l'inégalité parmi les hommes de Jean-Jacques Rousseau.
- 1756 :   Parution du livre Vindication of natural society d'Edmund Burke.
- 1762 :   Parution du livre Émile ou De l'éducation de Jean-Jacques Rousseau.
- 1772 :   Parution du livre Le Testament de Jean Meslier.
- 1772 :   Parution du livre Supplément au voyage de Bougainville de Denis Diderot.
- 1776 :  Le 4 juillet 1776, déclaration d'indépendance des États-Unis.
- 1788 :   Le 7 juin 1788, journée des Tuiles.
- 1789 :   Le 27 avril 1789, émeute à Paris.
- 1789 :   Le 30 avril 1789, émeute à Marseille.
- 1789 :   Le 14 juillet 1789, prise de la Bastille.
- 1789 :  Le 4 août 1789, abolition des privilèges et du système féodal.
- 1789 :  Le 26 août 1789, Déclaration des droits de l'homme et du citoyen.
- 1789 :   Le 5 octobre 1789, révolte à Paris.
- 1791 :   Parution du livre The rights of man de Thomas Paine.
- 1791 :  Le 14 juin 1791, vote de la loi Le Chapelier abolissant les corporations, interdisant les coalitions ouvrières et les grèves.
- 1791 :   Le 17 juillet 1791, fusillade du Champ-de-Mars.
- 1791 :   Le 16 octobre 1791, massacre de la Glacière à Avignon.
- 1792 :   Le 20 avril 1792, déclaration de guerre à l'Autriche.
- 1792 :  Le 30 juin 1792, tentative de coup d'État organisé par La Fayette.
- 1792 :   Du 2 au 7 septembre 1792, massacres de Septembre.
- 1792 :   Le 9 septembre 1792, massacres de Versailles.
- 1792 :  Le 21 septembre 1792, abolition de la monarchie, proclamation de la Première République.
- 1793 :  Le 21 janvier 1793, exécution de Louis XVI.
- 1793 :   Le 7 mars 1793, déclaration de guerre à l'Espagne.
- 1795 :   Parution du livre The Age of Reason (Le Siècle de la raison) de Thomas Paine.
- 1795 :   Parution du livre La Philosophie dans le boudoir de Donatien Alphonse François de Sade.
- 1795 :   Le 1er avril 1795, insurrection du 12 germinal an III.
- 1795 :   Le 20 mai 1795, insurrection du 1er prairial an III.
- 1795 :   Le 5 octobre 1795, insurrection royaliste du 13 vendémiaire an IV.
- 1796 :   Le 10 mai 1796, arrestation de Gracchus Babeuf.
- 1797 :  Le 27 mai 1797, exécution de Gracchus Babeuf.
- 1797 :  Le 27 juin 1797, proclamation de la République cisalpine.
- 1797 :  Le 4 septembre 1797, coup d'État du 18 fructidor an V.
- 1798 :  Le 15 février 1798, proclamation de la République romaine (1798).
- 1798 :  Le 12 avril 1798, proclamation de la République helvétique.
- 1798 :  Le 12 octobre 1798, révoltes en Belgique contre l'occupant français.
- 1798 :  Le 2 novembre 1798, révoltes à Malte contre l'occupant français.
- 1798 :  Le 4 décembre 1798, massacre de Hasselt.
- 1799 :  Le 18 juin 1799, coup d'État du 30 prairial.
- 1799 :  Le 9 novembre 1799, coup d'État du 18 Brumaire. Début du Consulat (1799-1804).

## XIXesiècle
- 1806 :   Le 25 octobre 1806, naissance de Max Stirner, précurseur de l'anarchisme individualiste.
- 1808 :   Le 19 janvier 1808, naissance de Lysander Spooner, théoricien de l'anarchisme individualiste.
- 1809 :   Le 15 janvier 1809, naissance de Pierre Joseph Proudhon, théoricien de l'anarchisme.
- 1812 :   Le 22 mars 1812, naissance de Stephen Pearl Andrews, théoricien de l'anarchisme individualiste.
- 1814 :   Le 8 mai 1814, naissance de Michel Bakounine, philosophe anarchiste.
- 1823 :   Le 20 octobre 1823, naissance de François-Charles Ostyn, personnalité de la Commune de Paris, membre de la Fédération jurassienne.
- 1825 :   Le 22 janvier 1825, naissance d'Ernest Cœurderoy, homme politique, journaliste et écrivain anarchiste.
- 1826 :   Le 30 janvier 1826, naissance de Gustave Lefrançais, personnalité de la Commune de Paris, membre de la Fédération jurassienne.
- 1827 :   Le 16 juin 1827, naissance d'Élie Reclus, journaliste, ethnologue et militant anarchiste.
- 1828 :   Parution du livre Conspiration pour l'égalité dite de Babeuf de Philippe Buonarroti.
- 1828 :   Le 28 août 1828, naissance de Léon Tolstoï, écrivain et théoricien de l'anarchisme chrétien.
- 1830 :   Le 15 mars 1830, naissance d'Élisée Reclus, géographe, militant et théoricien de l'anarchisme.
- 1830 :   Du 27 au 29 juillet 1830, révolution de Juillet.
- 1830 :   Le 9 août 1830, proclamation de la monarchie de Juillet (1830-1848).
- 1830 :   Le 25 août 1830, début de la révolution belge.
- 1830 :   Le 12 octobre 1830, naissance de Moses Harman, fondateur de Lucifer, The Light-Bearer et féministe libertaire partisan de l'amour libre.
- 1830 :   Le 29 novembre 1830, début de l'Insurrection de Novembre.
- 1831 :   Du 21 au 24 novembre 1831, révolte des canuts.
- 1834 :   En avril 1834, deuxième insurrection des canuts.
- 1840 :   Le 3 juin 1840, naissance de Jean-Louis Pindy, personnalité anarchiste de la Commune de Paris et de la Fédération jurassienne.
- 1840 :  Le 29 juin 1840, Michel Bakounine quitte la Russie pour étudier la philosophie à Berlin.
- 1840 :   Le 30 juin 1840, parution du livre Qu'est-ce que la propriété? de Pierre Joseph Proudhon.
- 1840 :   Le 15 octobre 1840, tentative d'assassinat du roi Louis-Philippe Ier par Marius Darmès, néo-babouviste.
- 1844 :   Parution du livre Der Einzige und sein Eigentum de Max Stirner.
- 1848 :   Le 3 novembre 1847, début de la guerre du Sonderbund.
- 1848 :   Le 23 février 1848, début de la révolution française de 1848.
- 1848 :  Le 24 février 1848, proclamation de la Deuxième République (1848-1851).
- 1848 :   Le 13 mars 1848, début de la révolution autrichienne de 1848.
- 1848 :   Le 18 mars 1848, début de la révolution de Mars.
- 1849 :   Parution du livre Civil Disobedience de Henry David Thoreau.
- 1850 :   Parution du journal L'Anarchie, journal de l'ordre fondé par Anselme Bellegarrigue.
- 1851 :   Le 2 décembre 1851, coup d'État du 2 décembre 1851.
- 1852 :   Parution du livre La barrière du combat d'Ernest Cœurderoy.
- 1852 :   Parution du livre De la révolution dans l'homme et dans la société d'Ernest Cœurderoy.
- 1852 :   Le 2 décembre 1852, proclamation du Second Empire (1852-1870), Louis-Napoléon Bonaparte devient Napoléon III.
- 1854 :   Parution du livre La question révolutionnaire de Joseph Déjacque.
- 1854 :   Parution du livre Hurrah!!! ou la Révolution par les Cosaques d'Ernest Cœurderoy.
- 1857 :   Parution du livre De l'être-humain mâle et femelle. Lettre à P.J. Proudhon de Joseph Déjacque.
- 1857 :   Parution du livre Béranger au pilori de Joseph Déjacque.
- 1857 :   Parution du livre L'Humanisphère de Joseph Déjacque.
- 1858 :   Parution du journal Le Libertaire fondé par Joseph Déjacque.
- 1860 :   Parution du livre Max Havelaar de Multatuli.
- 1862 :   Vers 1862-1863, parution du livre Que faire ? de Nikolaï Tchernychevsky.
- 1864 :   Parution du Manifeste des Soixante publié par Henri Tolain.
- 1864 :   Le 28 septembre 1864, création de l'Association internationale des travailleurs.
- 1864 :   Le 5 novembre 1864, publication des statuts de la Première Internationale.
- 1865 :   A Paris, création du premier bureau de la section française de l'Association internationale des travailleurs.
- 1866 :   Le 16 avril 1866, tentative d'assassinat de l'empereur Alexandre II de Russie par Dimitri Karakosov.
- 1866 :   Du 3 au 8 septembre 1866, 1er congrès de l'Association internationale des travailleurs à Genève.
- 1867 :   Parution des deux premiers volets du livre No Treason de Lysander Spooner.
- 1867 :   Du 2 au 7 septembre 1867, IIe congrès de l'Association internationale des travailleurs à Lausanne.
- 1867 :   Le 9 septembre 1867, Congrès international pour la paix à Genève. Participation de Michel Bakounine et de Giuseppe Garibaldi.
- 1868 :   Le 20 mars 1868, verdict dans le procès du Premier bureau de la section française de l'AIT. La dissolution est prononcée.
- 1868 :   Le 22 mai 1868, ouverture du procès du Deuxième bureau de la section française de l'AIT. Les prévenus sont condamnés à trois mois de prison.
- 1868 :   En septembre 1868, révolution de 1868, début des Sexenio Democrático.
- 1868 :   Du 6 au 13 septembre 1868, IIIe congrès de l'Association internationale des travailleurs à Bruxelles.
- 1869 :    Le 16 juin 1869, fusillade de La Ricamarie. La troupe ouvre le feu contre les mineurs de La Ricamarie (14 morts)[1].
- 1869 :   Du 6 au 12 septembre 1869, IVe Congrès de l'Association internationale des travailleurs à Bâle.
- 1869 :    Le 8 octobre 1869, fusillade d'Aubin. 14 grévistes sont tués.
- 1869 :   En décembre 1869, fondation à Paris de la bourse du travail.
- 1870 :   Parution du livre The constitution of No-Authority de Lysander Spooner.
- 1870 :   Le 15 janvier 1870, création du journal La Solidaridad fondé par Anselmo Lorenzo.
- 1870 :   Le 18 avril 1870, création d'une Fédération parisienne de l'AIT.
- 1870 :   Le 30 avril 1870, l'ordre d'arrêter « tous les individus qui constituent l'Internationale » est donné.
- 1870 :   Le 19 juillet 1870, déclaration de guerre à la Prusse.
- 1870 :  Le 4 septembre 1870, déchéance de Napoléon III, proclamation de la République.
- 1870 :   Le 28 septembre 1870, échec de l'insurrection à Lyon à laquelle participe Michel Bakounine.
- 1870 :   Le 1er décembre 1870, arrestation de Louise Michel à la suite d'une manifestation de femmes.
- 1870 :    Le 28 décembre 1870, assassinat du général Joan Prim par José Paúl y Angulo.
- 1871 :   Le 18 mars 1871, début de la Commune de Paris.
- 1871 :   Le 23 mars 1871, proclamation de la Commune à Lyon et à Marseille.
- 1871 :   Le 24 mars 1871, tentative de Commune à Nîmes, qui échoue. Proclamation de la Commune à Narbonne et à Toulouse. Fin de la Commune à Lyon.
- 1871 :  Le 26 mars 1871, élection de la Commune de Paris.
- 1871 :   Le 28 mars 1871, échec des Communes de Toulouse et du Creusot.
- 1871 :   Le 31 mars 1871, échec de la Commune de Narbonne.
- 1871 :   Le 1er avril 1871, arrestation d'Émile Digeon.
- 1871 :   Le 4 avril 1871, échec de la Commune de Marseille.
- 1871 :    Du 22 au 28 mai 1871, la Commune de Paris est écrasée lors de la « semaine sanglante ».
- 1871 :    Le 28 mai 1871, Eugène Varlin est fusillé.
- 1871 :   Du 17 août au 22 septembre 1871, procès des Communards.
- 1871 :   Le 12 novembre 1871 Création de la Fédération jurassienne à Sonvillier en Suisse.
- 1872 :   Le 14 mars 1872, vote la loi Dufaure, interdisant d'être membre de l'AIT.
- 1872 :   Le 15 janvier 1872, création du journal La Revista Social fondé par Anselmo Lorenzo.
- 1872 :   Du 2 au 7 septembre 1872, Ve Congrès de l'Association internationale des travailleurs à La Haye.
- 1872 :   Du 15 au 16 septembre 1872, Congrès de Saint-Imier.
- 1872 :   Le 16 décembre 1872, au Congrès de Cordoue, la section espagnole de l'AIT adopte les positions anarchistes de l'Internationale.
- 1873 :  Le 11 février 1873, abdication d'Amédée de Savoie, roi d'Espagne, proclamation de la Première République espagnole.
- 1873 :   Le 9 mai 1873, krach de 1873, début de la Grande dépression (1873-1896).
- 1873 :   Le 12 juillet 1873, début de la révolution cantonale.
- 1873 :   Du 1 au 6 septembre 1873, VIe Congrès de l'Association internationale des travailleurs à Genève.
- 1874 :   Du 7 au 12 septembre 1874, VIIe Congrès de l'Association internationale des travailleurs à Bruxelles.
- 1875 :   Parution du livre Vices are not crimes de Lysander Spooner.
- 1876 :   Du 26 au 29 octobre 1876, VIIIe Congrès de l'Association internationale des travailleurs à Berne.
- 1876 :   Le 3 décembre 1876, parution d'une lettre de Carlo Cafiero adressée à Errico Malatesta et publiée par le Bulletin de la Fédération jurassienne, dans laquelle il affirme : « la Fédération italienne croit que le fait insurrectionnel, destiné à affirmer par des actes les principes socialistes, est le moyen de propagande le plus efficace ».
- 1877 :   Le 5 avril 1877, début de l'insurrection dans le Bénévent italien organisée par une trentaine d'anarchistes dont Errico Malatesta et Carlo Cafiero.
- 1877 :   Le 9 juin 1877, conférence animée à Genève par Andrea Costa sur la « propagande par le fait ».
- 1877 :   Le 5 août 1877, parution d'un article de Paul Brousse publié par le Bulletin de la Fédération jurassienne, dans lequel il défend la « propagande par le fait ».
- 1877 :   Du 6 au 8 septembre 1877, IXe Congrès de l'Association internationale des travailleurs à Verviers.
- 1878 :   Le 24 janvier 1878, tentative d'assassinat du général Theodore Trepov par Véra Zassoulitch.
- 1878 :   Le 11 mai 1878, tentative d'assassinat de l'empereur Guillaume Ier d'Allemagne par Max Hödel.
- 1878 :   Le 2 juin 1878, tentative d'assassinat de l'empereur Guillaume Ier d'Allemagne par Karl Eduard Nobiling.
- 1878 :   Le 25 juin 1878, condamnation à deux ans de prison d'Ezra Heywood.
- 1878 :    Le 16 juillet 1878, exécution de Karl Eduard Nobiling.
- 1878 :    Le 16 août 1878, assassinat du général Mezentsoff, chef de la police secrète, par un nihiliste.
- 1878 :    Le 23 septembre 1878, mort en prison de Max Hödel.
- 1878 :   Le 19 octobre 1878, vote des « lois anti-socialistes » (en allemand, Sozialistengesetz) par le Reichstag.
- 1878 :   Le 25 octobre 1878, tentative d'assassinat du roi Alphonse XII d'Espagne par Juan Oliva Moncasi.
- 1878 :   Le 17 novembre 1878, tentative d'assassinat du roi Humbert 1er par Giovanni Passannante.
- 1879 :    Le 9 février 1879, assassinat du prince Kropotkine, gouverneur de Kharkov et cousin de Pierre Kropotkine, par Grigori Goldenberg au nom de la Narodnaïa Volia.
- 1879 :   Le 22 février 1879, parution du journal Le Révolté fondé par Pierre Kropotkine.
- 1879 :    Le 29 mars 1879, assassinat du général Drentelen, successeur du général Mezentsoff à la tête de la police secrète, par un nihiliste.
- 1879 :   Le 14 avril 1879, tentative d'assassinat du tsar Alexandre II par Alexandre Soloviev.
- 1879 :   Le 19 novembre 1879, attentat contre le tsar Alexandre II organisé par Hartmann au nom de la Narodnaïa Volia.
- 1879 :   Le 30 décembre 1879, tentative d'assassinat du roi Alphonse XII d'Espagne par Francisco Otero y Gonzalez.
- 1880 : Début de « l'âge d'or » du terrorisme anarchiste (1880-1914).
- 1880 :   Parution du livre Évolution et révolution d'Élisée Reclus.
- 1880 :   Parution du journal Freiheit fondé par Johann Most.
- 1880 :    Le 17 février 1880, attentat contre le tsar Alexandre II au Palais d'hiver de Saint-Pétersbourg organisé par Ivan Khaltourine au nom de la Narodnaïa Volia (11 morts, 58 blessés).
- 1880 :   Le 11 juillet 1880, décret d'amnistie en faveur des condamnés de la Commune.
- 1880 :   Le 12 septembre 1880, parution du journal La Révolution sociale fondé par l'agent provocateur Egide Spilleux, dit Serreaux, et financé par Louis Andrieux, préfet de police.
- 1880 :  Le 9 novembre 1880, retour triomphal de Louise Michel à Paris.
- 1881 :    Le 1er mars 1881, assassinat de l'empereur Alexandre II de Russie par des militants de Narodnaïa Volia dirigés par Sofia Perovskaïa.
- 1881 :   Du 25 au 29 mai 1881, Congrès socialiste-révolutionnaire. Naissance d'un « parti » anarchiste distinct.
- 1881 :   Dans la nuit du 15 au 16 juin 1881, attentat contre la statue d'Adolphe Thiers à Saint-Germain-en-Laye.
- 1881 :   Le 14 juillet 1881, Congrès international anarchiste de Londres. Adoption de la « propagande par le fait ».
- 1881 :   Le 20 octobre 1881, tentative d'assassinat de Gambetta, organisée par Émile Florion.
- 1881 :   Parution du journal Liberty fondé par Benjamin Tucker.
- 1882 :   Parution du journal Le Droit social.
- 1883 :   Parution du journal Lucifer, The Light-Bearer fondé par Moses Harman, sa fille Lillian Harman et Edwin Cox Walker.
- 1883 :   Le 8 janvier 1883, début du Procès des 66.
- 1883 :    Le 23 février 1883, Antoine Cyvoct et Paul Metayer sont victimes de l'explosion accidentelle de la bombe qu'ils transportaient.
- 1883 :   Le 24 février 1883, mort de Paul Metayer des suites de ses blessures.
- 1883 :   Le 9 mars 1883, manifestation des sans-travail à Paris à laquelle participe Louise Michel, Émile Pouget et Joseph Tortelier (pillage de trois boulangeries).
- 1883 :  Le 9 mars 1883, première apparition du « drapeau noir » lors d'une manifestation de sans-travail à Paris.
- 1883 :   Le 30 mars 1883, arrestation de Louise Michel.
- 1883 :   Le 20 mai 1883, première parution du journal Il Popolo fondé par Errico Malatesta.
- 1883 :   Le 23 juin 1883, condamnation de Louise Michel à six ans de prison pour sa participation aux manifestations du 9 mars 1883.
- 1883 :   Le 28 septembre 1883, attentat contre Guillaume Ier d'Allemagne organisé par Auguste Reinsdorf, Küchler et Rupsch.
- 1883 :   Le 22 décembre 1883, première parution du journal La Questione Sociale.
- 1884 :   Le 13 février 1884, saisie du journal La Questione Sociale et arrestation de Pilade Cecchi.
- 1884 :   Le 4 octobre 1884, parution du journal The Alarm fondé par Albert Parsons et Lucy Parsons.
- 1884 :  Le 27 novembre 1884, première apparition du « drapeau noir » lors d'une manifestation à Chicago.
- 1886 :   Le 8 janvier 1886, décret du président de la République accordant la grâce à Louise Michel.
- 1886 :   Le 14 janvier 1886, libération de Pierre Kropotkine.
- 1886 :   Le 5 mars 1886, attentat contre la Bourse de Paris organisé par Charles Gallo.
- 1886 :    Le 4 mai 1886, attentat de Haymarket Square à Chicago. Lors d'une manifestation d'ouvriers, un inconnu lance une bombe sur les policiers, tuant Mathias J. Degan. Ses collègues ouvrent immédiatement le feu. Sept agents de police seront tués ainsi qu'un nombre élevé de civil. Après l'attentat, huit hommes sont arrêtés et accusés de l'attentat de Haymarket.
- 1886 :   Le 26 juin 1886, début du procès de Charles Gallo.
- 1886 :   Le 15 juillet 1886, condamnation de Charles Gallo à 20 ans de prison.
- 1886 :   En août ou septembre 1886, création de la Ligue des antipatriotes par Joseph Jean-Marie Tortelier et Émile Bidault.
- 1886 :   Le 14 août 1886, condamnation de Louise Michel à quatre mois de prison et à 100 francs d'amende.
- 1886 :   Le 17 octobre 1886, arrestation de Clément Duval, anarchiste illégaliste partisan de la reprise individuelle.
- 1886 :   Le 29 octobre 1886, première parution du journal Freedom.
- 1887 :   Parution du journal El Productor.
- 1887 :   Le 11 février 1887, condamnation à mort de Clément Duval.
- 1887 :   Le 3 février 1887, inauguration à Paris de la première Bourse du travail.
- 1887 :   Le 18 juillet 1887, création du syndicat La Sociedad Cosmopolita de Resistancia y Colocación de Obreros Panaderos fondé par Ettore Mattei.
- 1887 :    Le 10 novembre 1887, Suicide dans sa cellule de Louis Lingg.
- 1887 :    Le 11 novembre 1887, exécution d'August Spies, Albert Parsons, Adolph Fischer et George Engel.
- 1887 :   Le 17 novembre 1887, arrestation de Johann Most.
- 1888 :   Le 22 janvier 1888, tentative d'assassinat de Louise Michel par Pierre Lucas.
- 1888 :   Le 9 août 1888, au cours d'une réunion de terrassiers grévistes, l'anarchiste Joseph Jean-Marie Tortelier se fait l'avocat de la « grève générale ».
- 1889 :   Parution du journal Le Père Peinard fondé par Émile Pouget.
- 1890 :   Le 16 août 1890, première parution du journal La Anarquía fondé par Ernesto Alvarez.
- 1860 :   Parution du livre The soul of the man under socialism d'Oscar Wilde.
- 1891 :   Le 4 janvier 1891, au Congrès de Capolago, création du Partito Socialista Anarchico Rivoluzionario.
- 1891 :    Le 1er mai 1891, fusillade de Fourmies. La troupe tire sur des grévistes (9 morts et 35 blessés)[2].
- 1891 :   Affaire de Clichy.
- 1892 :   Parution du livre La société mourante et l'anarchie de Jean Grave.
- 1892 :   Le 8 janvier 1892, début d'une révolte anarchiste en Andalousie.
- 1892 :   Le 11 mars 1892, attentat contre le conseiller Benoit, président des assises lors de l'affaire de Clichy, organisé par Ravachol.
- 1892 :   Le 15 mars 1892, attentat contre la caserne Lobau, organisé par Théodule Meunier.
- 1892 :   Le 27 mars 1892, attentat contre l'avocat général Bulot, chargé du ministère public, organisé par Ravachol.
- 1892 :   Le 30 mars 1892, arrestation de Ravachol.
- 1892 :    Le 26 avril 1892, attentat contre le restaurant Véry, organisé par Théodule Meunier pour venger Ravachol (deux morts).
- 1892 :   Le 27 avril 1892, procès de Ravachol et de ses compagnons devant la Cour d'assises de La Seine.
- 1892 :   Le 21 juin 1892, procès de Ravachol devant la Cour d'assises de la Loire.
- 1892 :    Le 11 juillet 1892, exécution de Ravachol à Montbrison.
- 1892 :   Le 23 juillet 1892, tentative d'assassinat de Henry Clay Frick par Alexandre Berkman pour venger les ouvriers décédés lors de la grève de Homestead.
- 1892 :   Le 24 septembre 1892, attentat contre le général Arsenio Martinez Campos organisé par Paulino Pallás.
- 1893 :   Le 13 novembre 1893, tentative d'assassinat de Georgewitch, ambassadeur de Serbie, organisé par Léon Léauthier.
- 1893 :   Le 9 décembre 1893, attentat contre la Chambre des députés organisé par Auguste Vaillant.
- 1893 :   Le 11 et 15 décembre 1893, vote des premières « lois scélérates » contre les anarchistes.
- 1894 :   Parution du livre L'Anarchie d'Élisée Reclus.
- 1894 :   Le 10 janvier 1894, condamnation à mort d'Auguste Vaillant.
- 1894 :   Le 13 janvier 1894, début d'une révolte dans le Lunigiana sicilien.
- 1894 :   Le 30 janvier 1894, arrestation de Francesco Saverio Merlino.
- 1894 :   Le 31 janvier 1894, condamnation de Luigi Molinari à 23 ans de prison.
- 1894 :   Le 5 février 1894, exécution d'Auguste Vaillant.
- 1894 :    Le 12 février 1894, attentat contre le café Terminus organisé par Émile Henry.
- 1894 :    Le 15 février 1894, attentat contre l'Observatoire royal de Greenwich organisé par Martial Bourdin.
- 1894 :   Le 23 février 1894, condamnation de Léon Léauthier aux travaux forcés à perpétuité.
- 1894 :   Le 4 avril 1894, attentat contre le restaurant Foyot.
- 1894 :   Le 27 avril 1894, procès d'Émile Henry.
- 1894 :    Le 21 mai 1894, exécution d'Émile Henry.
- 1894 :   Le 22 mai 1894, début du procès d'Oreste Lucchesi et Amerigo Franchi.
- 1894 :   Le 16 juin 1894, tentative d'assassinat de Francesco Crispi, président du conseil italien, par Paolo Lega.
- 1894 :    Le 24 juin 1894, assassinat du président de la République française Marie François Sadi Carnot par Sante Geronimo Caserio.
- 1894 :   Le 11 juillet 1894, lois contre les organisations anarchistes et socialistes.
- 1894 :   Le 15 juillet 1894, parution du journal La Questione social fondé par Fortunato Serantoni.
- 1894 :   Le 17 et 27 juillet 1894, nouvelles « lois scélérates » de sûreté générale contre les anarchistes.
- 1894 :   Le 27 juillet 1894, condamnation à perpétuité de Théodule Meunier.
- 1894 :   Le 2 août 1894, condamnation à mort de Sante Geronimo Caserio.
- 1894 :   Le 6 août 1894, début du « Procès des trente ».
- 1894 :   Le 15 août 1894, exécution de Sante Geronimo Caserio.
- 1895 :   Le 4 mai 1895, parution du journal Les Temps nouveaux fondé par Jean Grave.
- 1895 :   Le 16 novembre 1895, parution du journal Le Libertaire fondé par Sébastien Faure.
- 1897 :   Parution du livre L'Évolution, la révolution et l'idéal anarchique d'Élisée Reclus.
- 1897 :   Le 1er février 1897, Parution de la revue L'Ouvrier des deux Mondes fondée par Fernand Pelloutier.
- 1897 :   Le 22 avril 1897, tentative d'assassinat du roi d'Italie Humbert 1er par Pietro Acciarito.
- 1897 :   Le 13 juin 1897, première parution du journal Protesta Humana.
- 1897 :    Le 8 août 1897, assassinat du président du Conseil espagnol, Antonio Cánovas del Castillo, responsable de la torture et de l'exécution des anarchistes à Montjuich (Barcelone) par Michele Angiolillo.
- 1897 :    Le 20 août 1897, exécution de Michele Angiolillo.
- 1897 :   Le 16 septembre 1897, arrestation de Louise Michel et expulsion de Belgique.
- 1898 :    Le 10 septembre 1898, assassinat de Élisabeth de Wittelsbach, impératrice d'Autriche, par Luigi Luccheni.
- 1898 :    Du 24 novembre au 21 décembre 1898, Conférence internationale de Rome pour la défense sociale contre les anarchistes à la suite de l'assassinat le 10 septembre 1898 d'Élisabeth de Wittelsbach.

## XXesiècle
- 1900 :    Le 8 février 1900, fusillade du François (10 morts, des dizaines de blessés)[3].
- 1900 :    Fusillade de Chalon (3 morts).
- 1900 :   Le 4 avril 1900, tentative d'assassinat du prince Édouard VII par Jean-Baptiste Sipido.
- 1900 :    Le 29 juillet 1900, assassinat du roi d'Italie Humbert 1er par Gaetano Bresci.
- 1900 :   Le 7 août 1900, première parution du journal Regeneración fondé par Ricardo Flores Magón et ses frères.
- 1901 :   Parution du livre Travail d'Émile Zola.
- 1901 :   Le 13 mars 1901, mort de Fernand Pelloutier.
- 1901 :   Le 4 avril 1901, parution de la revue satirique L'Assiette au Beurre.
- 1901 :    Le 6 septembre 1901, assassinat du président des États-Unis d'Amérique William McKinley par Leon Czolgosz.
- 1901 :   En décembre 1901, discours incendiaire de Theodore Roosevelt condamnant l'anarchisme et proposant de sévères mesures à son encontre.
- 1902 :   Le 15 novembre 1902, tentative d'assassinat du roi Léopold II par Gennaro Rubino.
- 1903 :   Le 6 juin 1903, parution du journal Cronaca Sovversiva fondé par Luigi Galleani.
- 1903 :   Le 25 juillet 1903, parution du journal Il Pensiero fondé par Pietro Gori et Luigi Fabbri.
- 1904 :    Fusillade de Cluses (3 morts et 39 blessés).
- 1904 :    Le 14 mars 1904, signature du protocole anti-anarchiste de Saint-Pétersbourg.
- 1904 :   Le 12 avril 1904, tentative d'assassinat du président du gouvernement Antonio Maura par Joaquín Miguel Artal[4].
- 1905 :   Parution du livre La Bodega de Vicente Blasco Ibáñez.
- 1905 :   Dans la nuit du 31 mai au 1er juin 1905, attentat contre le cortège d'Émile Loubet et Alphonse XIII d'Espagne organisé par Alexandre Farras.
- 1906 :   En mars 1906, parution du journal Mother Earth fondé par Emma Goldman.
- 1906 :    Le 31 mai 1906, attentat contre le roi Alphonse XIII d'Espagne organisé par Mateo Morral.
- 1906 :   Du 8 au 16 octobre 1906, 15e congrès national corporatif à Amiens. Adoption de la « Charte d'Amiens » qui affirme l'indépendance du syndicalisme vis-à-vis des organisations politiques.
- 1906 :   Le 19 décembre 1906, parution du journal La Guerre sociale fondé par Gustave Hervé.
- 1907 :    Fusillade de Narbonne (7 morts) puis Fusillade de Perpignan (6 morts).
- 1907 :   Du 24 au 31 août 1907, Congrès anarchiste international d'Amsterdam.
- 1907 :   Le 19 octobre 1907, parution du journal Solidaridad Obrera.
- 1908 :    Fusillade de Draveil (6 morts) puis fusillade de Villeneuve-Saint-Georges (6 morts).
- 1909 :    Le 26 juillet 1909, début de la « Semaine tragique (Espagne) ». Appel à la grève générale par le syndicat Solidaridad Obrera pour protester contre le rappel de réservistes pour la guerre coloniale au Maroc. Des combats opposent forces gouvernementales et manifestants (150 manifestants sont tués).
- 1909 :    Le 13 octobre 1909, exécution de Francisco Ferrer.
- 1909 :   Le 13 octobre 1909, émeute à Paris à l'annonce de l'exécution en Espagne de Francisco Ferrer.
- 1909 :    Le 14 novembre 1909, assassinat du chef de la police de Buenos Aires par Simon Radowitsky.
- 1910 :   Parution du livre Anarchism and Other Essays d'Emma Goldman.
- 1911 :   Le 18 janvier 1911, condamnation à mort de 26 anarchistes.
- 1911 :    Le 19 janvier 1911, exécution de Shûsui Kôtoku.
- 1911 :   Premier congrès de la Confederación Nacional del Trabajo (CNT) fondée en octobre 1910.
- 1913 :   Parution du journal Le Bonnet rouge dirigé par Maurice Fournié.
- 1913 :   Du 15 au 17 août 1913, Congrès anarchiste de Paris.
- 1914 :   Parution du livre La révolte des Anges d'Anatole France.
- 1914 :   Le 1er mai 1914, parution du journal Le Falot fondé par Clovis Pignat.
- 1916 :   Le 2 avril 1916, parution du journal Ce qu'il faut dire fondé par Sébastien Faure.
- 1917 :   Début de la vague de pistolérisme en Catalogne.
- 1918 :   Parution du livre Roads to Freedom: Socialism, Anarchism, and Syndicalism de Bertrand Russell.
- 1918 :   Parution du livre Aufruf an die Frauen d'Emmy Hennings.
- 1919 :   Parution du livre Gemeinschaft de Martin Buber.
- 1919 :   Parution du livre Der heilige Weg de Martin Buber.
- 1919 :   Emma Goldman est expulsée des États-Unis.
- 1919 :   Le 19 février 1919, tentative d'assassinat de Georges Clemenceau par Émile Cottin.
- 1919 :   Le 14 mars 1919, condamnation à mort d'Émile Cottin.
- 1919 :   Le 2 juin 1919 attentat contre la maison du procureur général Palmer.
- 1919 :   Le 24 juin 1919 Luigi Galleani est expulsé des États-Unis.
- 1920 :   Le 5 mai 1920, arrestation de Nicola Sacco et Bartolomeo Vanzetti.
- 1920 :    Le 16 septembre 1920, attentat à New York attribué à Mario Buda.
- 1920 :    Le 27 novembre 1920, assassinat de José Canela, syndicaliste de la CNT, commandité par le gouverneur Severiano Martínez Anido[5].
- 1921 :   Parution du livre L'Utopie des îles bienheureuses dans le Pacifique d'Émile Masson.
- 1921 :    Le 8 mars 1921, assassinat d'Eduardo Dato, responsable de la répression antisyndicale à Barcelone, par Luis Nicolau, Pedro Mateu et Ramon Castanellas.
- 1921 :    Le 23 mars 1921, attentat contre le théâtre Diana à Milan.
- 1923 :    Le 22 janvier 1923, assassinat de Marius Plateau, un des membres fondateurs de l'Action française par Germaine Berton.
- 1923 :    Le 10 mars 1923, assassinat de Salvador Seguí, leader anarchiste catalan, Secrétaire Général de la CNT.
- 1924 :   Création de la Fédération anarchiste coréenne.
- 1924 :    Le 20 février 1924, assassinat à Paris de Nicola Bonservizi, responsable local du journal fasciste le fascio (faisceau), par Ernesto Bonomini.
- 1926 :   Fondation de la Confédération générale du travail - Syndicaliste révolutionnaire (CGT-SR).
- 1926 :   Le 11 septembre 1926, attentat contre Benito Mussolini organisé par Gino Lucetti.
- 1926 :   Le 31 octobre 1926, tentative d'assassinat de Benito Mussolini par Anteo Zamboni.
- 1927 :   Le 25 juillet 1927, création de la Federación Anarquista Ibérica.
- 1927 :    Dans la nuit du 22 au 23 août 1927, exécution de Nicola Sacco et Bartolomeo Vanzetti.
- 1927 :    Le 25 décembre 1927, attentat contre la National City Bank de Buenos Aires organisé par Severino Di Giovanni et les frères Paulino et Alejandro Scarfó (deux morts et vingt-trois blessés).
- 1928 :   Création de la Fédération anarchiste d'Orient (Corée, Chine, Japon, etc.).
- 1928 :    Le 3 mai 1928, attentat contre le consulat italien de Buenos Aires organisé par Severino Di Giovanni (neuf morts et trente-quatre blessés).
- 1929 :  Création par les anarchistes d'une zone libérée armée en Mandchourie par la Commune de Shinmin.
- 1931 :    Le 1er février 1931, exécution de Severino Di Giovanni.
- 1931 :    Le 2 février 1931, exécution de Paulino Scarfó.
- 1932 :   Parution du livre Le royaume de Dieu de Martin Buber.
- 1945 :   Parution du livre Sentiers en utopie de Martin Buber.
- 1945 :   Fondation de la Fédération anarchiste.
- 1946 :   Fondation de la Confédération Nationale du Travail.
- 1952 :    Le 7 août 1952, exécution de Benigno Andrade.
- 1954 :   Parution du journal Le Monde libertaire publié par la Fédération anarchiste.
- 1954 :   Parution de la revue Noir et Rouge publiée par le GAAR.
- 1961 :   Parution du livre Stranger in a Strange Land de Robert A. Heinlein.
- 1962 :   Parution du livre The great explosion d'Eric Frank Russell.
- 1962 :   Parution du livre Island d'Aldous Huxley.
- 1966 :   Parution du livre The Moon is a Harsh Mistress de Robert A. Heinlein.
- 1970 :   Parution du livre DO IT!: Scenarios of the Revolution de Jerry Rubin.
- 1971 :   Parution du livre Fuck the System d'Abbie Hoffman.
- 1971 :   Parution du livre Steal This Book d'Abbie Hoffman.
- 1974 :   Parution du livre The dispossessed d'Ursula Le Guin.
- 1975 :   Fondation d'Alternative Libertaire Belgique.
- 1976 :   Fondation de l'Organisation communiste libertaire.
- 1984 :   Fondation du SCALP.
- 1989 :   Parution du livre Qu'est-ce que l'écologie sociale de Murray Bookchin
- 1990 :   Parution du journal Apache édité par le SCALP.
- 1991 :   Fondation d'Alternative libertaire.

## XXIesiècle
- 2000 :   Les 16 et 17 avril, à Washington, se tint une réunion du FMI et de la Banque mondiale. Un bloc noir composé d'environ 1 000 révolutionnaires anti-capitalistes y fut actif, concentra tous ses efforts sur la police, faisant reculer leurs lignes à plusieurs reprises, forçant les barrages policiers, relâchant des personnes arrêtées, entraînant la police au-delà de son propre périmètre et défendant les militants pratiquant la désobéissance civile contre les interventions policières, leur permettant d’aller plus loin.
- 2000 :  Le 6 mai, premier Salon du livre anarchiste annuel de Montréal.
- 2000 :   Fondation de la NEFAC
- 2000 :   Parution du magazine Green Anarchy.
- 2001 :   Fondation du Groupement d'Action et de Réflexion AnarchoSyndicaliste.
- 2002 :   Fondation de la Coordination des groupes anarchistes.
- 2003 :   Fondation de l'Offensive libertaire et sociale.
- 2004 :   Envoi de colis piégés à plusieurs personnalités dont Romano Prodi. Arrestation de Luca Farris, membre de l' Anonima sarda anarchici insurrezionalisti (Asai).
- 2004 :  Le 8 novembre, mort de Marie-Christine Mikhïlo (née Sôederhjelm) à Lausanne. Figure attachante de l'anarchisme suisse et international; responsable du Centre International de Recherche de l'Anarchisme(CIRA) de Lausanne.
- 2005 :   Lancement d'Anarkismo.net.
- 2006 : Du 26 au 30 juillet, à Freiburg, dans le sud de l'Allemagne, Rencontres anarchistes intergalactiques.
- 2006 :   Le 30 juillet, Murray Bookchin, théoricien de l'Écologie sociale et du municipalisme libertaire, meurt d'une crise cardiaque à son domicile.
- 2006 :   Le 22 ou 23 août, Joaquín Pérez Navarro, dernier membre survivant des "Amis de Durruti", meurt.
- 2006 :    Le 27 octobre, à Oaxaca, au Mexique, le reporter d'Indymedia et anarchiste, Bradley Roland Will est assassiné par les paramilitaires du PRI, le parti politique au pouvoir.
- 2007 :   Le 5 mars, à Copenhague, Danemark, Démolition de l'Ungdomshuset par l'église catholique extrémiste qui l'a racheté.
- 2007 : Le 21 juillet, Ilya Borodaenko, un anarchiste écologiste russe de 21 ans, est mort à la suite d'une attaque par des néo-nazis armés du camp anti-nucléaire où il était alors de garde.
- 2007 :  Le 28 septembre, l'AEELI, un édifice de Montréal (2033 boul. St-Laurent), fête son 25e anniversaire d'acquisition par des anarchistes. D'abord la librairie Alternative qui était anarchiste puis, le bâtiment fut acheté en 1982 par l'Association des espèces d'espaces libres et imaginaires (AEELI) qui voulaient faire en sorte qu'il y ait une présence anarchiste continue à Montréal.
- 2007 :  Le 23 octobre, en Italie, action anti-terroriste de Pérousse: 5 militants anarchistes (Michele Fabiani, Andrea Di Nucci, Dario Polinori, Damiano Corrias et Fabrizio Reali Roscini) sont arrêtés et accusés de faire partie d'une organisation anarchiste insurrectionaliste nommée COOP-FAI (Contre tous les ordres politiques - Fédération Anarchiste Informelle).
- 2008 : Du 21 au 24 mars, à Melbourne, en Australie, une convergence d'anarchistes est tenue afin de discuter de l'organisation d'une Fédération Anarchiste Régionale.
- 2008 :   Le 7 juin, à Olympia, fondation d'une nouvelle organisation anarchiste régionale pour les États de Washington et d'Oregon (Nord-Ouest des États-Unis), nommée Class Action Alliance.
- 2008 :    Le 6 décembre, à Athènes, en Grèce, assassinat de Alexandros Grigoropoulos par un policier dans le quartier Eksarhia. Il s'ensuivit plusieurs jours d'émeutes et d'actions directes contre la police, l'État et le capitalisme. Insurrection de 2008 en Grèce
- 2010 : Le 30 août, à Minsk, en Biélorussie, un groupe d'anarchiste conduit une attaque au cocktail molotov sur l'ambassade et ont endommagé une des voitures officielles. L'attaque visait à dénoncer les arrestations et la répression des militant-e-s sociaux impliqué-e-s dans la lutte pour la défense de la forêt de Khimki, en banlieue de Moscou.
- 2010 : Le 6 septembre, à Minsk, en Biélorussie, un groupe d'anarchiste nommé "Amis de la liberté" a attaqué un centre de détention temporaire avec cocktails molotovs